# Antonio Beltrán Martínez
Antonio Beltrán Martínez (Sariñena, Monegres, 6 d'abril de 1916 - Saragossa, 29 d'abril de 2006) fou un professor, historiador, humanista, polígraf, divulgador i cronista oficial de la ciutat de Saragossa des de 1998 fins a la seva defunció.
Va ser catedràtic de Prehistòria de la Universitat de Saragossa. Entre altres reconeixements, va ser Medalla de les Corts d'Aragó i Fill Predilecte i Medalla d'Or de Saragossa.

## Biografia
Entre els llegats que va deixar a Saragossa, es poden citar l'impuls que va saber donar a les investigacions arqueològiques i a l'Ofrena de Flors a la Verge del Pilar com es realitza des de fa dècades, un acte religiós que s'ha convertit en un element característic de la tradició saragossana.
Durant la seva carrera professional va ocupar nombrosos càrrecs i va col·laborar amb importants institucions regionals, nacionals i internacionals, sent destacada la seva pertinença al Consell Permanent i del Comitè Executiu de la Unesco, on va ser també assessor en art rupestre.
Ha dirigit diverses revistes i publicacions, a més de ser autor de prop de cinc-cents llibres i articles a Espanya i l'estranger i conferenciant. En el terreny de l'arqueologia, ha dirigit importants excavacions, així com treballs en coves amb art rupestre.
Va dirigir en 1989 les excavacions del teatre romà de Caesaraugusta
L'àmbit geogràfic d'aquests treballs ha estat tant Aragó, com el Llevant mediterrani, així com el sud de França. Els camps d'investigació essencials del professor, han estat els d'art rupestre prehistòric, numismàtica antiga, epigrafia ibèrica i Aragó en general.

## Obres
- Arte rupestre levantino (1968)
- Introducción al folklore aragonés (2 vols.)
- De nuestras tierras y nuestras gentes (4 vols.)
- Historia de Zaragoza
- Zaragoza y las reformas urbanísticas en el casco antiguo (1992)
- Arte prehistórico en Aragón (1994)
- Indumentaria aragonesa (1998)
- Aragón y los aragoneses (1998)